# Paxylommatinae
Паксиломматиды (лат. Paxylommatinae или Hybrizontinae) — подсемейство наездников семейства Ichneumonidae. Иногда рассматривают в ранге отдельного семейства Paxylommatidae (Паксиломматиды). Голарктика. 

## Распространение
Северная Америка (Неарктика) и северная Евразия (Палеарктика).

## Описание
Мелкие наездники, длина переднего крыла от 3 до 11 мм. Второй и третий тергиты брюшка подвижно соединены, а первые два стернита продольно разделены на 3 склерита. Жилкование отличается от ихневмоноидных наездников (Ichneumonoidea), редуцировано и более всего похоже на то, что наблюдается у некоторых муравьёв. Предположительно, паразитоиды других насекомых. Малоизученная группа, но личинки, по крайней мере, некоторых видов живут в муравейниках, хотя долгое время не было выяснено, они паразиты, мирмекофилы или случайные обитатели жилищ муравьёв.
В недавних статьях (Komatsu, Konishi, 2010; Gómez Durán, Achterberg, 2011) было описано заражение ими личинок муравьев, во время переноски их взрослыми особями. 
Список видов муравьёв, с которыми связаны наездники рода Hybrizon: Formica rufa, Formica rufibarbis, Formica rufopratensis, Formica sanguinea, Lasius affinis, Lasius alienus, Lasius brunneus, Lasius flavus, Lasius fuliginosus, Lasius grandis, Lasius niger, Myrmica scabrinodis, Tapinoma erraticum.
Список видов муравьёв, с которыми связаны наездники рода Eurypterna: 
Camponotus herculeanus, Formica rufa, Lasius brunneus, Lasius fuliginosus, Lasius nipponensis.

## Систематика
3 современных рода (около 15 видов) и 4 ископаемых рода из эоценового балтийского янтаря. В Европе 7 видов. Подсемейство Paxylommatinae ранее, в том числе, в советской и российской науке рассматривалось как семейство Paxylommatidae (Паксиломматиды) (или Pachylommatinae, или Hybryzontidae/-inae) и даже за пределами ихневмонид (в составе семейства бракониды).
Три ископаемых рода иногда выделяют в отдельное подсемейство Ghilarovitinae, а роды †Tobiasites и †Paxylommites в трибу Tobiasitini. В 2001 году был описан ещё один ископаемый род †Astigmaton Kasparyan, 2001
- Род Eurypterna Förster, 1862 — 3 вида (1 вид в Европе)
  - Eurypterna angustifacialis Tobias, 1988[14]
  - Eurypterna cremieri (Romand, 1838)
  - Eurypterna rufiventris Tobias, 1988[14]
- Род Ghilaromma Tobias, 1988 — 3 вида (1 вид в Европе)
  - Ghilaromma fuliginosi (Wilkinson, 1930)[15] 
  - Ghilaromma orientalis Tobias, 1988[14]
  - Ghilaromma ussuriensis Tobias, 1988[14]
- Род Hybrizon Fallén, 1813 (=Eupachylomma Ashmead 1894; Pachylomma Ratzeburg 1848; Paxylomma Latreille 1817; Plancus Curtis 1833) — 5 видов в Европе и 2 в Неарктике
  - Hybrizon buccatus (Brebisson, 1825)
  - Hybrizon flavocinctus (Ashmead, 1894) — Канада, США
  - Hybrizon flavofacialis Tobias, 1988
  - Hybrizon ghilarovi Tobias, 1988
  - Hybrizon juncoi (Ceballos 1957)
  - Hybrizon pilialatus Tobias, 1988
  - Hybrizon rileyi (Ashmead, 1889) — Канада, США
- Род †Ghilarovites Kasparyan, 1988 — эоцен (балтийский янтарь)[12]
  - †Ghilarovites tarsatorius Kasparyan 1988
- Род †Tobiasites Kasparyan, 1988 — эоцен[12]
  - †Tobiasites striatus Kasparyan 1988
- Род †Paxylommites Kasparyan, 1988 — эоцен[12]
  - †Paxylommites reticulatus Kasparyan 1988
  - †Paxylommites groehni Tolkanitz et Perkovsky[16]
- Род †Astigmaton Kasparyan, 2001
  - †Astigmaton ichneumonoides Kasparyan, 2001 — эоцен, саксонский

и ровенский янтари